# النظر إلى الماضي
النظر إلى الماضي: 2000-1887 هي رواية خيال علمي يوطوبية من تأليف إدوارد بيلامي، وهو كاتب ومحام أمريكي اشتراكي. وحققت الرواية ثالث أضخم مبيعات في الولايات المتحدة. وألهمت عدد كبير من القراء لإنشاء ما يسمى بالنوادي القومية، وسرعان ما تعدى تأثير الرواية أدبياً فانتقل للسياسة. فكانت سبباً في إنشاء حزب الشعب الأمريكي.

## وصلات خارجية
- النظر إلى الماضي على موقع الموسوعة البريطانية (الإنجليزية)

- Edward Bellamy, "How I Came to Write Looking Backward," The Nationalist (Boston), vol. 1, no. 1 (May 1889), pp. 1–4.
- Edward Bellamy, Looking Backward, 2000-1887. Boston: Houghton, Mifflin & Co., 1889.
- Librivox audiobook of Looking Backward: 2000 to 1887
- Looking Backward — summary on Literapedia
- Play: Bellamy's Musical Telephone